# Ben Miles
Benjamin „Ben“ Charles Miles (* 29. September 1966 in Wimbledon, London) ist ein britischer Theater- und Filmschauspieler. Er erlangte durch seine Fernsehrollen als Patrick in Coupling, als Peter Townsend in The Crown und Tay Kolma in Andor größere Bekanntheit.

## Leben
Ben Miles begann sich während seiner Schulzeit vermehrt für das Schauspiel zu interessieren, nachdem er zunächst nur weniger Zeit im regulären Unterricht verbringen wollte. Später studierte er Schauspiel an der Guildhall School of Music and Drama in London.
Miles ist mit der Schauspielerin Emily Raymond verheiratet, sie haben drei Kinder. Raymond ist die Tochter der Schauspieler Delena Kidd und Gary Raymond.

## Film und Fernsehen
Sein Debüt hatte Miles 1989 mit einer kleinen Rolle im Film Das verflixte erste Mal. Es folgen weitere kleinere Rollen in Filmen und Fernsehserien. Seinen Durchbruch hatte Miles in Steven Moffats hochgelobter Fernsehserie Coupling über skurrile Alltagserlebnisse einer britischen Freundesgruppe aus sechs Mittdreißigern. Ab 2000 spielte er den teils unterkomplex wirkenden Patrick Maitland. Vermehrte Engagements schlossen sich an, so für V wie Vendetta (2005) und die erste Staffel von Lark Rise to Candleford (2008), auch wird er für US-amerikanische und internationale Produktionen gebucht, meist ist Miles weiter in britischen Produktionen tätig.
2013 wirkt er in dem deutschen Film 5 Jahre Leben, der Verfilmung der Autobiografie von Murat Kurnaz über seine Inhaftierung in Guantanamo, mit. In der Fernsehserie Dracula ist er ab 2013 Teil der Nebenbesetzung. Im Filmdrama Die Frau in Gold um Gustav Klimts Adele Bloch-Bauer I über die Restitution von Raubkunst stellte Miles 2015 Ronald Lauder dar. In der Netflix-Serie The Crown war er ab 2016 als Peter Townsend, Freund der Princess Margaret, zu sehen. Im weiteren Verlauf der Serie spielte Timothy Dalton eine ältere Version Townsends. In der BBC-Mystery-Serie The Capture gehörte Miles ab 2019 den beiden Staffeln als Commander Danny Hart zur Hauptbesetzung. 2020 war er Teil der italienischen Fernsehserie Devils.
Ab 2022 war Miles in der Star-Wars-Serie Andor als Mon Mothmas Kindheitsfreund und Vertrauten Tay Kolma in beiden Staffeln des Science-Fiction-Politthrillers zu sehen. Im Film Tetris von 2023 über die Geschichte der internationalen Vermarktung des gleichnamigen Spieleklassikers stellte er den Chief Legal Officer von Nintendo of America Howard Lincoln dar. In Die Witwe Clicquot aus dem gleichen Jahr spielte Miles den Schwiegervater der titelgebende Barbe-Nicole Clicquot-Ponsardin. Als Armand de Caulaincourt gab er in Napoleon erneut eine reale, historische Person. Ebenfalls 2023 gibt Miles in der britischen Apple TV+-Serie Hijack über die Entführung eines Flugzeuges den Flugkapitän Robin Allen.

## Theater
Miles steht meist in London auf der Theaterbühne. Wie in seiner Film-Karriere kommen auch Auftritte in den Vereinigten Staaten hinzu, so am Broadway in New York City.
In der Bühnentrilogie Normans Eroberungen, welches in seiner Spielzeit einen Tony Award als Beste Wiederaufnahme erhielt, spielte er 2008 am Old Vic Theatre und 2009 am Broadway. Das sechs-Personen-Ensemble erhielt für seine Leistung jeweils Spezialpreise des Drama Desk Awards und des Theatre World Awards. Miles Spiel als Robert am Londoner West End unter Ian Rickson im Stück Betrayal 2011 wurde positiv hervorgehoben – ebenso wie seine Ähnlichkeit zum Autor Harold Pinter in jungen Jahren.
Mit der Royal Shakespeare Company spielte er 2015 in London und New York Thomas Cromwell im Theaterstück Wolf Hall Parts One & Two; es basiert auf den Romanen Wölfe und Falken von Hilary Mantel. Hierfür wurde Miles als Bester Hauptdarsteller bei den Tony Awards 2015 nominiert. Sowohl 2018 am Lyttelton Theatre als auch 2020 am Broadway spielte Miles den Emanuel Lehman in The Lehman Trilogy von Stefano Massini unter der Regie von Sam Mendes.

## Filmografie (Auswahl)
- 1989: Das verflixte erste Mal (Getting It Right)
- 1990–1991: Zorro – Der schwarze Rächer (Zorro, Fernsehserie, 2 Folgen)
- 1997: Wings of the Dove – Die Flügel der Taube (The Wings of the Dove)
- 1997, 1999: The Bill (Fernsehserie, 2 Folgen, verschiedene Rollen)
- 1998: Nur Liebe hält ewig (Only Love, Fernsehfilm)
- 2000: Cold Feet (Fernsehserie, 7 Folgen)
- 2000–2004: Coupling – Wer mit wem? (Coupling, Fernsehserie, 28 Folgen)
- 2002–2003: Die Forsyte Saga (The Forsyte Saga, Fernsehserie, 10 Folgen)
- 2003: Three Blind Mice – Mord im Netz (3 Blind Mice)
- 2003: Heißer Verdacht (Prime Suspect, Fernsehserie, 2 Folgen)
- 2004: Hustle – Unehrlich währt am längsten (Hustle, Fernsehserie, Folge 1x05)
- 2005: Eine Hochzeit zu dritt (Imagine Me & You)
- 2005: V wie Vendetta (V for Vendetta)
- 2006: Mein Freund auf vier Pfoten (After Thomas, Fernsehfilm)
- 2008: Lark Rise to Candleford (Fernsehserie, 10 Folgen)
- 2008: Agatha Christie’s Marple (Fernsehreihe, Folge 4x01 Das Geheimnis der Goldmine)
- 2009: Ninja Assassin
- 2011: Aurelio Zen (Zen, Miniserie, 3 Folgen)
- 2011: Gelobtes Land (The Promise, Miniserie, 4 Folgen)
- 2013: 5 Jahre Leben
- 2013–2014: Dracula (Fernsehserie, 10 Folgen)
- 2015: Die Frau in Gold (Woman in Gold)
- 2016: Black Mirror (Fernsehserie, Folge 3x06)
- 2016–2022: The Crown (Fernsehserie, 10 Folgen)
- 2017: The Last Post (Miniserie, 6 Folgen)
- 2018: The Catcher Was a Spy
- 2018: Collateral (Miniserie, 4 Folgen)
- 2018: Geheimnis eines Lebens (Red Joan)
- 2018: The Romanoffs (Miniserie, Folge 1x08)
- 2019–2022: The Capture (Fernsehserie, 12 Folgen)
- 2020: Devils (Diavoli, Fernsehserie, 6 Folgen)
- 2022–2025: Andor (Fernsehserie, 7 Folgen)
- 2023: Tetris
- 2023: Die Witwe Clicquot (Widow Clicquot)
- 2023: Napoleon
- 2023: Hijack (Fernsehserie, 7 Folgen)
- 2024: Douglas Is Cancelled (Miniserie, 4 Folgen)
- 2024: Canary Black